# Natten. Sömnen. Döden. Och stjärnorna.
Natten. Sömnen. Döden. Och stjärnorna. (original Night. Sleep. Death. The Stars.) är en roman av den amerikanska författaren Joyce Carol Oates, utgiven 2020. År 2022 utkom romanen på svenska i översättning av Fredrika Spindler. Romanens titel är hämtad från dikten A Clear Midnight av Walt Whitman.

## Handling
John Earle McClaren, kallad "Whitey", har varit borgmästare i Hammond, New York och är en respekterad man. En dag ser han hur två poliser misshandlar en indisk man och försöker gå emellan. "Whitey" blir då själv angripen av poliserna som avlossar elchockvapen mot honom; han drabbas av en stroke och dör inom kort. Romanen handlar sedan om hur "Whiteys" död påverkar hans familj – änkan Jessalyn och de fem barnen Beverly, Lorene, Thom, Virgil och Sophia. Läsaren får även följa sonen Thoms kamp för att ställa de två poliserna till svars för faderns död.

## Utgåva
- Oates, Joyce Carol (2022). Natten. Sömnen. Döden. Och stjärnorna.. Stockholm: HarperCollins. Libris zclsnc33wmxg0zgq. ISBN 978-91-509-6737-1